# Middleham Castle

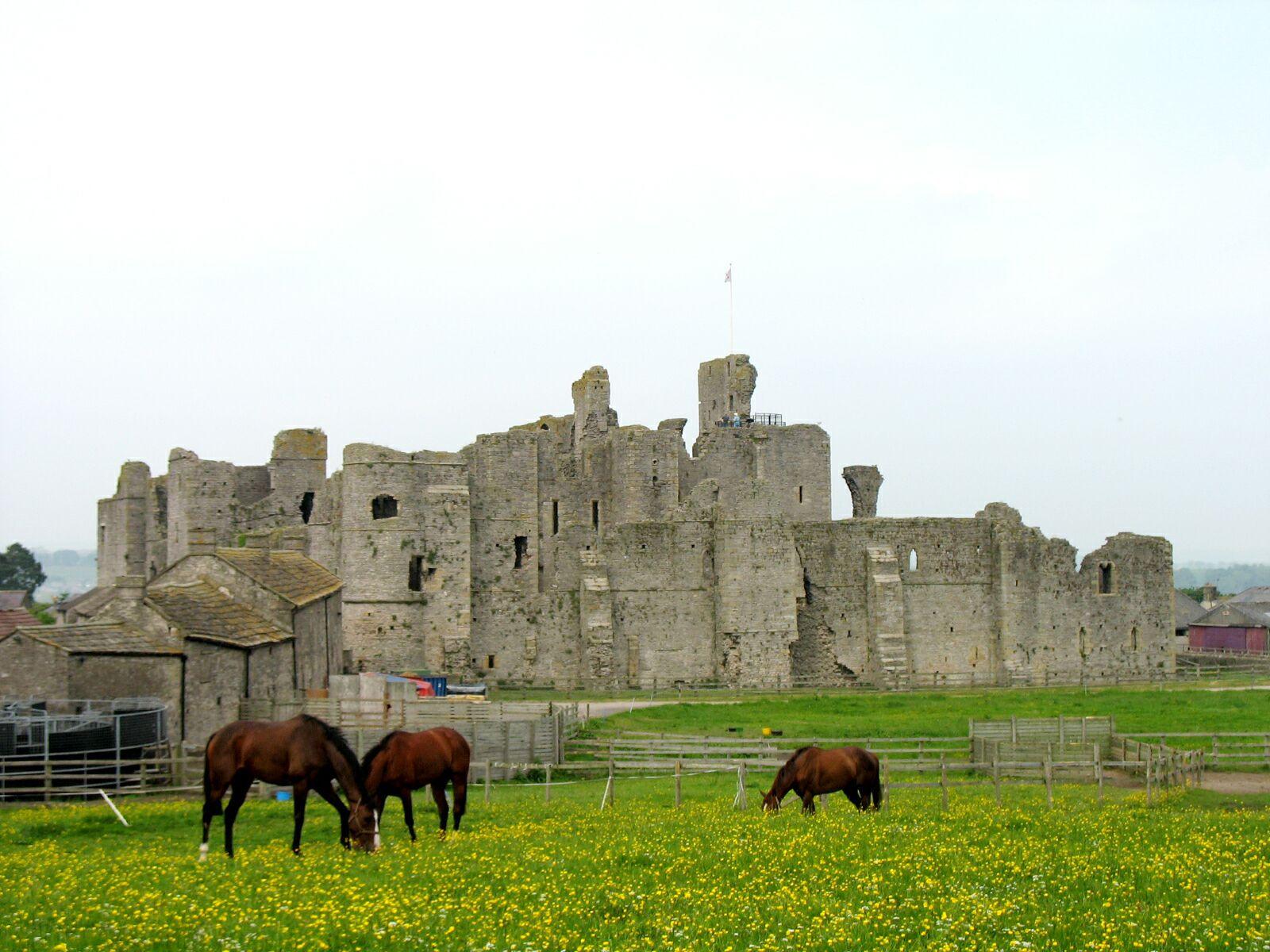
Middleham Castle

Middleham Castle, i nuvarande North Yorkshire, byggdes under 1100-talet och kom senare i familjen Nevilles händer, vars mest kände medlem var  Rikard Neville, earl av Warwick - Kungamakaren. Under hans ägo gjordes förändringar som kom att göra det känt som "Nordenglands Windsor".  Efter Rikard, hertig av Yorks död kom hans yngre söner; George, hertig av Clarence och Rikard, hertig av Gloucester, i Warwicks vård och de både bodde tillfälligt på Middleham med Warwicks egen familj. Det var även på Middleham som Edward IV av England satt inspärrad under en kort tid, efter att ha blivit avsatt av Warwick 1470. Efter Warwicks död och Edvards återtagande av tronen, gifte sig Rikard med Anne Neville, Warwicks yngre dotter, och de gjorde Middleham till sitt huvudsakliga hem, och utförde ytterligare förbättringar och utbyggnader till borgen (även om det nyligen menats att Rikard inte tillbringade särskilt mycket tid där). Det var även på Middleham, som deras son Edvard föddes och avled.   
Borgen förstördes 1646, under det Engelska inbördeskriget, och ruinerna är numera i English Heritages vård.